# Массовое отравление метанолом в Пярну
Массовое отравление метанолом в Пярну (эст. Pärnu metanoolitragöödia) произошло на западе Эстонии 9—10 сентября 2001 года. В результате отравления 68 человек погибли, 43 человека стали инвалидами. По количеству жертв это отравление оставалось самым крупным по масштабам на постсоветском пространстве до массового отравления метиловым спиртом в Иркутске в 2016 году.

## Хронология
Отравление стало следствием сговора нескольких рабочих комбината Baltfet, похитивших два десятка канистр с метиловым спиртом. Сообщники разлили его в водочные бутылки с этикетками элитных марок и пустили в продажу в Пярну и Пярнуском уезде. Расследование преступления началось лишь после того, как врачи зафиксировали несколько случаев летального исхода, которые вызвало отравление метиловым спиртом. В ходе полицейских рейдов в Пярну были найдены две ёмкости с 400 литрами метилового спирта. Этого количества достаточно для того, чтобы умертвить 13 тыс. человек, что составляет 1 % населения Эстонии. В результате оперативных действий на скамье подсудимых оказались 19 человек, в том числе Сергей Майстришин, Денис Плечкин, Роберт Петров и Александр Соболев, все получили небольшие сроки заключения.

## Последствия
Суд постановил лишить Майстришина свободы на 5 лет, Соболева на 2,5 года, хотя в ходе заседаний в прессе фигурировали наказания в виде пожизненного заключения для Майстришина и 7—8 лет для его сообщников. Необычайно короткие сроки породили массу слухов в народе и прессе, но в конечном счёте, привели к быстрому упадку рынка фальсифицированной ликёро-водочной продукции в Эстонии.